# Crazy Cooking Show
Crazy Cooking Show è un game show di cucina televisivo italiano per bambini, in onda su Boing in prima visione assoluta dal 7 febbraio all'11 aprile 2022. Il programma era condotto da  Matteo Pelusi e Aisha Ben Thabet.

## Il programma
Crazy Cooking Show è approdato su Boing dal 7 febbraio all'11 aprile 2022, tutti i lunedì alle 19:50, la Conduzione era affidata ha Matteo Pelusi, componente del duo Matt & Bise e Aisha Ben Thabet, terza classificata a Junior Masterchef Italia nel 2016.
Il programma consiste in alcune sfide di cucina da parte di due team rivali, formati da bambini. Al termine delle sfide la squadra vincitrice passa alla puntata successiva.

## Edizioni
| Edizione | Conduzione    | Conduzione       | Periodo         | Periodo        | Puntate | Vincitori       |
| Edizione | Conduzione    | Conduzione       | Inizio          | Fine           | Puntate | Vincitori       |
| -------- | ------------- | ---------------- | --------------- | -------------- | ------- | --------------- |
| 1ª       | Matteo Pelusi | Aisha Ben Thabet | 7 febbraio 2022 | 11 aprile 2022 | 12      | I Panna Montati |